# Municipio de Santo Tomás Hueyotlipan
El municipio de Santo Tomás Hueyotlipan (del nahuatl: huey, ohtli, pan ‘grande, camino, sobre’‘Sobre el camino grande’) es uno de los 217 municipios que conforman al estado mexicano de Puebla. Perteneció al señorío de Cuautinchan hasta 1753 año en que se le concede independencia como República de indios. En 1766 se constituye su parroquia incluyendo a los pueblos de San Miguel, San Francisco, San Simon y Santa Anna. Fue erigido en Municipio libre en 1895. La cabecera municipal es Santo Tómas Hueyotlipan que tiene como junta auxiliar la localidad de San Miguel Zacaola.

## Geografía
El municipio se encuentra a una altitud promedio de 2020 m s. n. m. y abarca un área de 19.46 km². Colinda al norte con los municipios de Cuapiaxtla de Madero y Mixtla, al oeste con Mixtla, al sur con Tlanepantla y Tochtepec y al este con Cuapiaxtla de Madero y Tecamachalco.

## Demografía
De acuerdo al último censo, realizado por el INEGI en 2020, en el municipio hay una población total de 9,315 habitantes, lo que le da una densidad de población aproximada de 410 habitantes por kilómetro cuadrado.